# Aldeaseca de la Frontera
Aldeaseca de la Frontera è un comune spagnolo di 352 abitanti situato nella comunità autonoma di Castiglia e León.